# Direction générale de l'Énergie et du Climat
La direction générale de l'Énergie et du Climat (DGEC) est une direction d'administration centrale française qui définit et met en œuvre la politique énergétique de la France et d'approvisionnement en matières premières minérales. Elle est sous l'autorité du Ministère de l’Économie et des Finances avec une tutelle partiellement partagée avec le ministère de la Transition écologique.

## Historique
Initialement chargée d'« élaborer et mettre en œuvre la politique du gouvernement dans le domaine de l'énergie et des matières premières », la direction générale de l'Énergie et des Matières premières (DGEMP) faisait partie avant 2008 du ministère de l'Industrie (ministère de l'Économie, des Finances et de l'Industrie). À cette époque, elle comprend le service des « matières premières et sous-sol », celui des « énergies renouvelables et utilisation rationnelle de l'énergie » ; et les deux directions des « hydrocarbures » et du « gaz, électricité et charbon ». En outre, elle est chargée de suivre les activités du Commissariat à l'énergie atomique et de ses filiales, pour les activités relevant de la production de l'énergie et de l'approvisionnement des matières nucléaires de base.
- En 2008, elle prend le nom de direction générale de l'Énergie et du Climat (DGEC) pour remplacer la DGEMP, et est intégrée à l'administration centrale du ministère de l'Écologie[3].
- Après le remaniement gouvernemental du 14 novembre 2010, tout en restant dans l'administration centrale du ministère de l'Écologie, l'énergie est placée sous le contrôle conjoint du ministère de l'Écologie et du ministre de l'Économie, des Finances et de l'Industrie[4].
- En 2012, avec le premier gouvernement Ayrault, le portefeuille de l'énergie revient dans le giron de l'écologie, au ministère de l'Écologie, du Développement durable et de l'Énergie. Cependant, pour l'exercice de ses attributions relatives aux matières premières et aux mines, c'est le ministre du Redressement productif qui dispose de la direction générale de l'Énergie et du Climat[5],[6].
- Depuis le 24 janvier 2024, la DGEC passe sous l'autorité du Ministère de l’Économie et des Finances, qui partage la tutelle avec le ministère de la Transition écologique s'agissant des compétences relatives à la réduction des émissions de gaz à effet de serre, à l'adaptation au changement climatique, à la qualité de l'air et à la réglementation technique des véhicules[7].

## Missions
Elle est chargée d'élaborer et de mettre en œuvre la politique relative à l'énergie, aux matières premières énergétiques, ainsi qu'à la lutte contre le réchauffement climatique et la pollution atmosphérique.
Dans ces secteurs, ses missions peuvent être regroupées autour de six axes :
- l'ouverture des marchés de l'énergie, notamment électrique et gazière ;
- le suivi des secteurs clés de l'énergie et des matières premières ;
- la tutelle des entreprises (EDF, Orano, Framatome) et établissements publics (CEA, ANDRA, IFPEN, ANGDM, CANSSM) ;
- les contrôles et missions régaliennes ;
- les travaux au niveau international et communautaire ;
- l'expertise économique.

## Organisation
La DGEC comprend la direction de l'énergie, le service de l'efficacité énergétique et du climat et la sous-direction des affaires générales,.
La direction de l'énergie comprend :
- la sous-direction des marchés de l'énergie et des affaires sociales ;
- la sous-direction de la sécurité d'approvisionnement et des nouveaux produits énergétiques ;
- la sous-direction du système électrique et des énergies renouvelables ;
- la sous-direction de l'industrie nucléaire.

Le service climat et efficacité énergétique comprend : 
- la sous-direction de l'efficacité énergétique et de la qualité de l'air ;
- la sous-direction de la sécurité et des émissions des véhicules ;
- le département de lutte contre l'effet de serre.
- le service de surveillance du marché des véhicules et des moteurs[10]

L'Observatoire national sur les effets du réchauffement climatique est rattaché à ce service.
La sous-direction des affaires générales et de la synthèse joue le rôle de pôle fonctionnel d'appui et d'observation économique.